# Indotyphlus maharashtraensis
Espèce
Statut de conservation UICN

 DD  : Données insuffisantes
Indotyphlus maharashtraensis est une espèce de gymnophiones de la famille des Indotyphlidae.

## Répartition
Cette espèce est endémique du district de Satara dans l'État de Maharashtra en Inde. Elle se rencontre à environ 1 042 m d'altitude.

## Étymologie
Son nom d'espèce, composé de maharashtra et du suffixe latin -ensis, « qui vit dans, qui habite », lui a été donné en référence au lieu de sa découverte.

## Publication originale
- Giri, Wilkinson & Gower, 2004 : A new species of Indotyphlus Taylor (Amphibia: Gymnophiona:

Caeciliidae) from the Western Ghats, India. Zootaxa, no 739, p. 1-19 (texte intégral).